# Палеовулканска купа Лесново
Лесновска палеовулканска купа је палеовулканска купа у западном делу Осоговских планина, између Пробиштипа и села Злетова. Лесново представља једну од боље очуваних палеовулканских купа у Кратовско-злетовском вулканском подручју, као и на територији целе Северне Македоније. Име је добила по селу Леснову, које је смештено у кратеру на њеном врху, познатом и као „Лесновски кратер”. Село Лесново једино је насеље у Северној Македонији које је подигнуто у јасно очуваном фосилном вулканском кратеру. Српски географ Јован Цвијић упоредио је кратер Лесново са кратером Вале дел Бове који се налази на планини Етни. Због тога што је један од најочуванијих и најзначајнијих фосилних кратера у Северној Македонији, проглашен је за природну знаменитост и налази се на листи геолошких реткости Националног центра за заштиту.